# Karashima Keiju
Keiju Karashima (sinh ngày 24 tháng 6 năm 1971) là một cầu thủ bóng đá người Nhật Bản.

## Sự nghiệp câu lạc bộ
Keiju Karashima đã từng chơi cho Gamba Osaka, Avispa Fukuoka, Kyoto Purple Sanga và Mito HollyHock.